# 卡莫阿帕

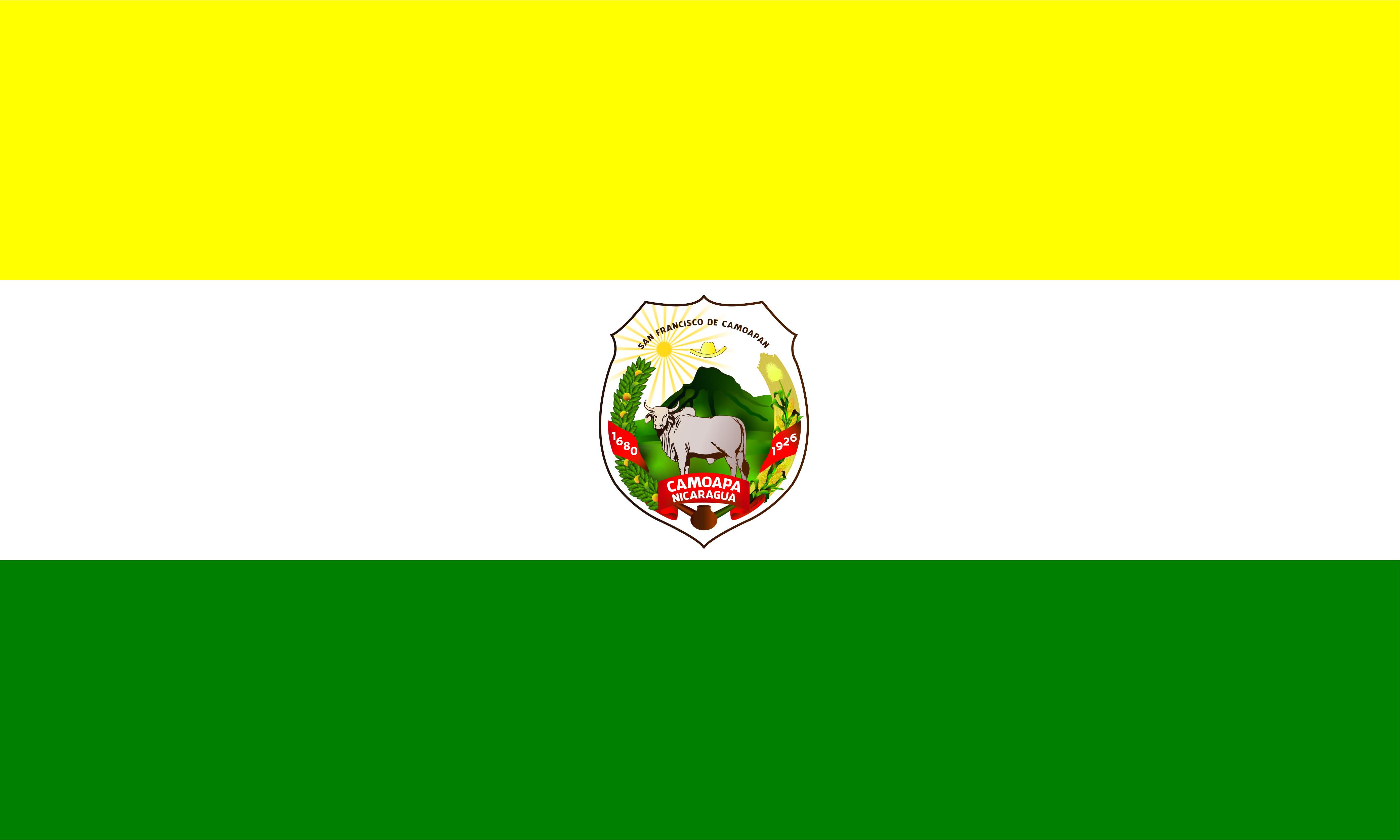
卡莫阿帕的旗幟

卡莫阿帕（西班牙語：Camoapa），是尼加拉瓜的城鎮，位於該國中部，由博阿科省負責管轄，始建於1858年8月23日，面積1,483平方公里，海拔高度551米，2005年人口34,962，人口密度每平方公里23.58人。
12°23′N 85°31′W / 12.383°N 85.517°W